# Casa Branca Basquetebol Clube
O Casa Branca Basquetebol Clube foi um clube de basquete masculino da cidade de Casa Branca, São Paulo.

## História
A equipe foi fundada em 1997, com o apoio da Associação Casabranquense de Cultura Physica do Esporte (ACCPE). O Casa Branca Basquete estreou na elite do basquete paulista em 1999, depois de se sagrar campeão da Série A-2 de 1998. Por ter ficado entre os oito melhores no Estadual de 1999, conquistou a vaga para o Campeonato Nacional de Basquete. A partir daí, o time foi construindo sua história no basquete brasileiro, participando das edições de 2000, 2001, 2003 e 2004. O melhor resultado foi a sexta posição, logo no ano de estreia (foi eliminado pelo Flamengo no playoff quartas de final por 3 a 2). 
Em meados de 2000, o time passou a ser gerido por uma associação voltada exclusivamente para o basquete: o Casa Branca Basquetebol Clube. Em 2006, jogou a Nossa Liga de Basquetebol. Ainda em 2006, se sagrou campeão do Torneio Novo Milênio. Dois anos depois, em 2008, a equipe casabranquense voltou a conquistar o Novo Milênio. Após vários anos disputando o Campeonato Paulista com diversos patrocinadores (AGF, Leitor Recortes, Habib's, Liberty Seguros...) na década de 2000, a equipe parou com a categoria adulta, tendo a última participação ocorrido no Paulista de 2008. Posteriormente, o projeto foi encerrado.

## Títulos
| Estaduais | Estaduais               | Estaduais | Estaduais   |
|           | Competição              | Títulos   | Temporada   |
| --------- | ----------------------- | --------- | ----------- |
| São Paulo | Torneio Novo Milênio    | 2         | 2006 e 2008 |
| São Paulo | Campeonato Paulista A-2 | 1         | 1998        |

### Outros torneios
- Copa EPTV: 2003.